# Nam Le (scrittore)
Le Nam ([Lê Nam]; Vietnam, 1978) è uno scrittore australiano d'origine vietnamita.

## Biografia
Nato in Vietnam è arrivato in Australia da giovanissimo con i genitori rifugiati vietnamiti.
Ha compiuto gli studi alla Melbourne Grammar School e all'Università di Melbourne (B.A. e LLB), successivamente ha conseguito un M.A. in scrittura creativa all'Iowa Writers' Workshop dell'Università dell'Iowa.
Redattore di narrativa per la rivista letteraria Harvard Review dal 2007 al 2013, ha pubblicato il suo primo racconto, Love and Honor and Pity and Pride and Compassion and Sacrifice, su Zoetrope: All-Story nel 2006 e ha vissuto alcuni anni tra gli Stati Uniti e l'Australia.
Ha esordito nella narrativa nel 2008 con le 7 short stories raccolte ne I fuggitivi, dove il racconto autobiografico che da il titolo all'opera narra i 10 giorni alla deriva di 200 persone su una nave costruita per portarne 15. 
Dopo 16 anni di silenzio ha dato alle stampe la sua prima raccolta di liriche, 36 Ways of Writing a Vietnamese Poem. 

## Opere

### Raccolte di racconti
- I fuggitivi (The Boat, 2008),Parma, Guanda, 2009 traduzione di Elisa Banfi ISBN 978-88-6088-808-2.

### Raccolte di poesie
- 36 Ways of Writing a Vietnamese Poem (2024)

## Premi e riconoscimenti

### Vincitore
Premio Dylan Thomas
- 2008 con I fuggitivi[8]

Anisfield-Wolf Book Award
- 2009 nella categoria "Narrativa" con I fuggitivi[9]

Premio PEN/Malamud
- 2010 con I fuggitivi[10]